# Devagiri-M-Narendra, Dharwad
Devagiri-M-Narendra là một làng thuộc tehsil Dharwad, huyện Dharwad, bang Karnataka, Ấn Độ.